# Młotek

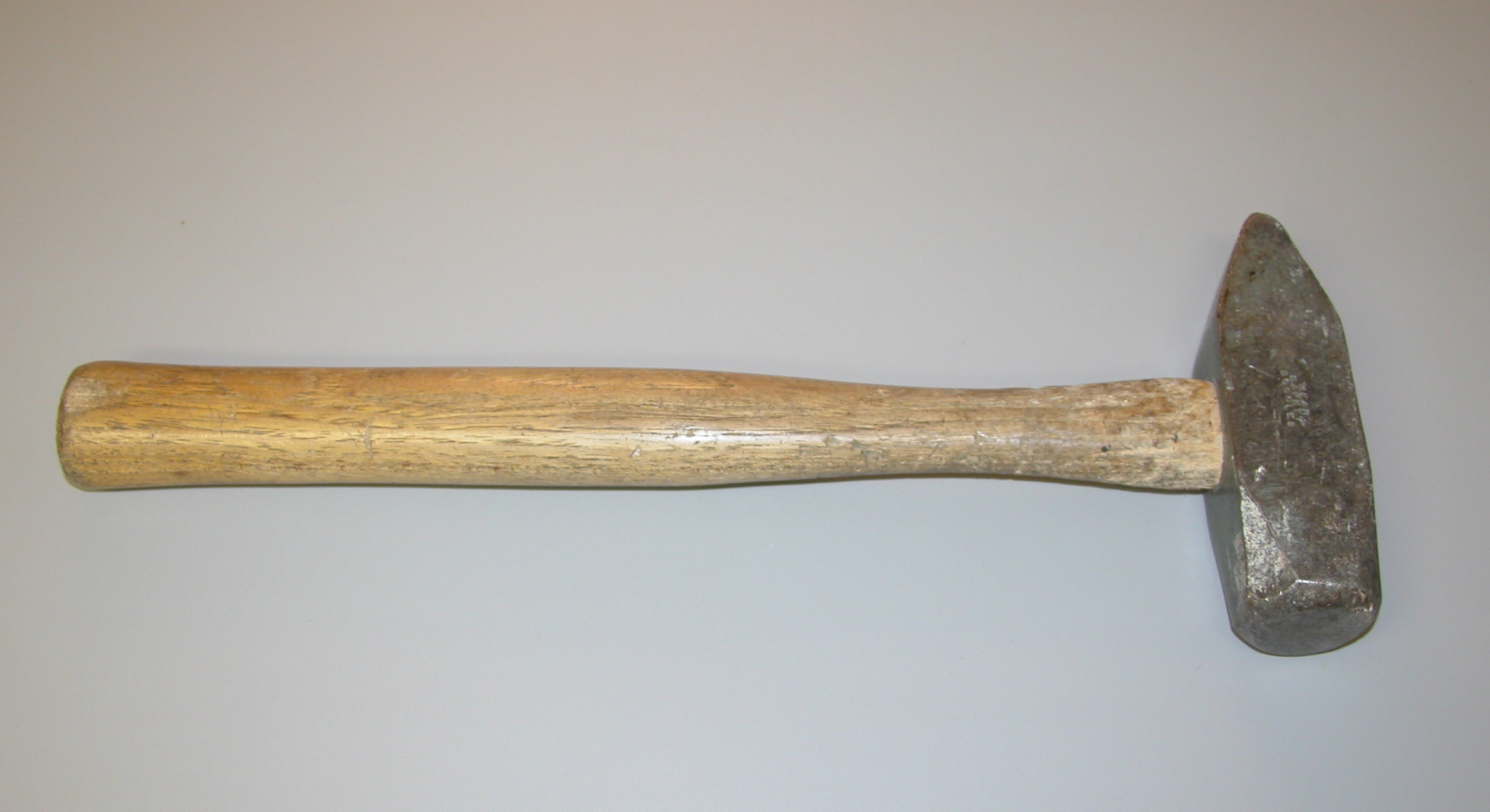
Młotek

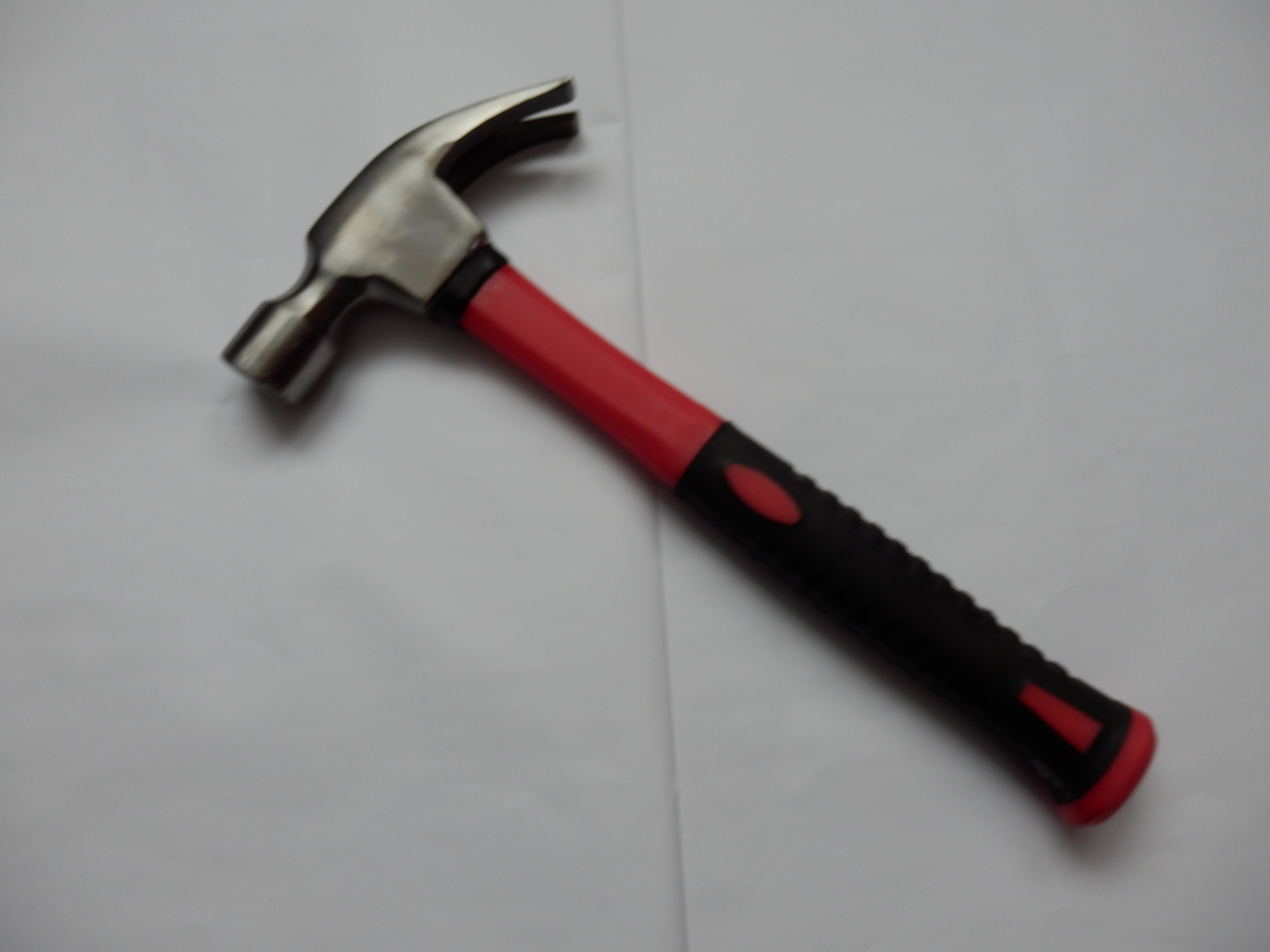
Młotek ciesielski

Młotek geologiczny

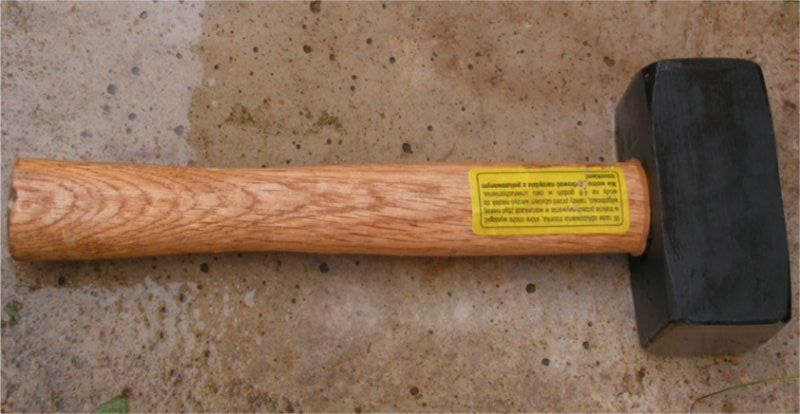
Młotek kamieniarski

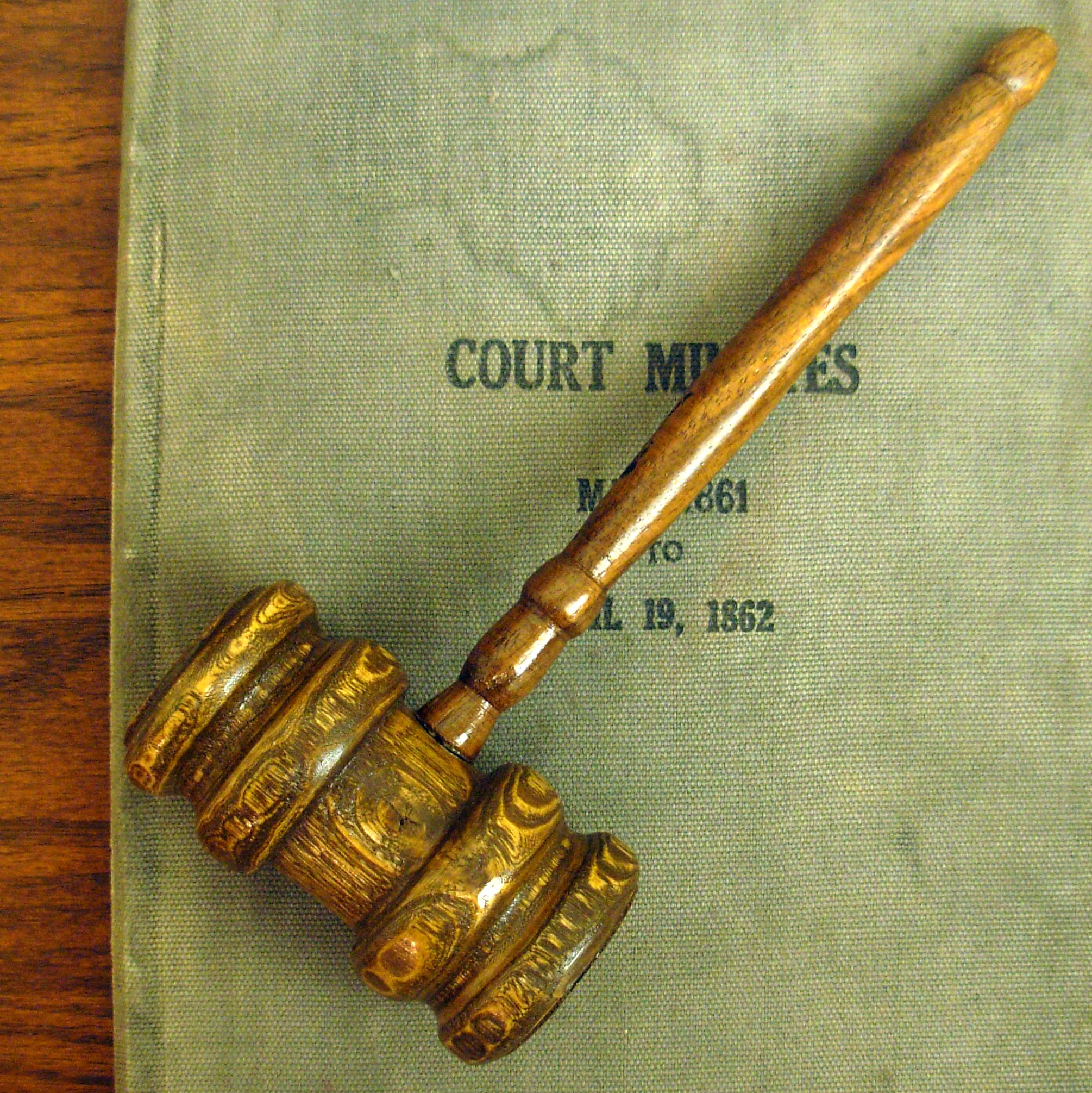
Młotek sędziowski

Młotek – jedno z najstarszych narzędzi używanych przez człowieka, służące do uderzania w materiał w celu jego obróbki, do uderzania w inne narzędzie (na przykład dłuto, przecinak, wybijak, punktak) lub do wbijania gwoździ, klinów i tym podobnych elementów. Działa na zasadzie gromadzenia energii kinetycznej w ciężkim obuchu podczas stosunkowo długiego zamachu, a następnie przekazania jej w krótkim czasie uderzonemu obiektowi.
Składa się z dwóch podstawowych elementów: obucha i trzonka; całość przypomina literę T („daszek” odpowiada obuchowi).
Obuch najczęściej wykonany jest ze stali narzędziowej (stal narzędziowa węglowa N6, N7 lub N7E) i ma kształt zbliżony do wydłużonego prostopadłościanu z jednym z końców ściętym jedno- lub dwustronnie. Trzonek zwykle jest drewniany. Na ogół połączenie trzonka z obuchem wzmocnione jest przez klin. Wielkością charakteryzującą młotki jest masa obucha (np. młotek 150 g); masa największych ręcznych młotków (młotów) osiąga 20 kg.
Oprócz tradycyjnego młotka do prac mechanicznych, nazywanego także młotkiem ślusarskim, są też młotki do zastosowań specjalnych:
- młotek blacharski (gumowy) – obuch wykonany jest z twardej gumy, elastycznego tworzywa lub ze stali zakończonej gumowymi nakładkami – służy do kształtowania blachy, może być użyty do pobijania dłuta lub innego narzędzia lub do prac kamieniarskich (przy pracach z użyciem kruchej kostki brukowej); uderzenie takim młotkiem na ogół nie uszkadza powłok lakierniczych i pozwala uniknąć uszkodzeń materiałów obrabianych
- młotek ciesielski – obuch wykonany ze stali, zamiast ściętego końca są dwa zęby, z których jeden jest krótszy i wygląda jak złamany[a]; w górnej części obucha jest wyżłobienie, w którym może znajdować się magnes służący do przytrzymania gwoździa; drugi koniec obucha służy do wyciągania gwoździ, do kucia i do podważania na zasadzie dźwigni
- młotek szewski – powierzchnia uderzająca obucha jest wypukła, dostosowana do wbijania gwoździ w miękkie powierzchnie (skórę); zamiast ściętego przeciwległego końca są wygięte „łapki” do wyciągania gwoździ
- młotek murarski – zwykle nieco większy od młotka tradycyjnego, służy do łamania cegieł, kruszenia lub pobijania twardych materiałów budowlanych i podobnych prac
- młotek geologiczny – podobny do młotka murarskiego, jeden jego koniec jest zaostrzony, drugi płaski; służy do rozbijania skał, pobierania próbek materiału skalnego
- młotek stolarski – ma obuch wykonany z twardego drewna, służy do pobijania innego narzędzia – dłuta, przecinaka itp.
- młotek spawacza – wykonany wraz z trzonkiem ze stali, o niewielkiej masie, z ostro zakończonym obuchem – służy do usuwania szlaki po spawaniu; często spotyka się trzonki wykonane z grubych drutów zbrojeniowych, których nierówności polepszają chwyt przez rękawicę
- młotek kuchenny (tzw. tłuczek) – charakteryzuje się wykonanym z drewna lub aluminium obuchem o niewielkiej masie, o ryflowanych lub żeberkowanych powierzchniach roboczych, służy najczęściej do rozbijania mięsa
- młotek rzeźbiarski (pobijak) – z obuchem w kształcie walca zamocowanego współosiowo z trzonkiem, służący do pobijania dłuta rzeźbiarskiego; w wykonaniu z drewna zwany knyplem
- młotek jubilerski (cyzelerski) – służący do prac jubilerskich, miniaturowy, o niewielkiej masie
- młotoklin – młot z długim trzonkiem i ostrym obuchem (przypominającym obuch siekiery); służy do rozbijania pieńków drewnianych; jest wbijany za pomocą dużego młota (5 kg lub więcej), tak aby rozrywać drewno wzdłuż słojów
- młotek kamieniarski – z obuchem o obu zakończeniach tępych – wykorzystywany na przykład przy brukowaniu
- groszkownik – zakończony kilkunastoma krótkimi wypustkami, używany do nadawania kamieniowi chropowatej faktury
- młotek neurologiczny – niewielki młoteczek używany w badaniu neurologicznym do sprawdzania odruchów bezwarunkowych
- młotek zegarmistrzowski – zegarmistrz oprócz zwykłego młotka ślusarskiego używa kilku  rodzajów innych młotków: młotka stalowego mającego z jednej strony płaski obuch, a z drugiej ostry rąb (długość obucha od 35 do 100 mm)[potrzebny przypis], młotka mosiężnego do prostowania blach i prętów oraz młotka z drewna bukowego lub rogu do prostowania kopert
- młotek sędziowski – używany do uciszania uczestników postępowania sądowego lub publiczności w sądzie[1] stukaniem o stół lub krążek rezonansowy
- młotek awaryjny do wybijania szyb – rodzaj młotka z obuchem zakończonym ostrym czubkiem używany w środkach transportu drogowego do wybijania szyb okien przewidzianych jako wyjście awaryjne; używany tylko w przypadkach zagrożenia bezpieczeństwa życia pasażerów i obsługi (wypadek drogowy, pożar), gdy niemożliwe jest opuszczenie pojazdu normalnym wyjściem; często wykonany z tworzywa sztucznego jedynie z metalowymi zakończeniami obucha
- młotek do śledzi (zwany też turystycznym) – używany na kempingach do wbijania śledzi lub szpilek namiotowych; jest zwykle lekki i posiada najczęściej gumowy obuch
- młotek wspinaczkowy – specjalistyczny młotek wykorzystywany podczas wspinaczki do wbijania haków w szczeliny skalne – haki te stanowić mają punkt asekuracyjny[2]

Młot, młotek i młoteczek to także określenia przedmiotów podobnych kształtem lub funkcją do opisanego narzędzia.